# 日本灰绿龙胆
日本灰绿龙胆（学名：Gentiana yokusai var. japonica）是龙胆科龙胆属灰绿龙胆的变种。分布在朝鲜以及中国大陆的辽宁、山东等地，多生在山坡以及林下，目前尚未由人工引种栽培。